# ظالم بلا
ظالم بلا فیلمی به کارگردانی سیامک یاسمی و نویسندگی کریم فکور محصول سال ۱۳۳۶ است.

## خلاصه داستان
«فاطی» مستخدمهٔ مورد توجه ارباب و مورد تنفر خانم خانه است و بالاخره هم خانم خانه پیش می‌برد و فاطی را اخراج و از کار بیکارش می‌کند...

## بازیگران
- دلکش
- ویگن
- تقی ظهوری
- عباس مصدق
- پرخیده
- جمشید مهرداد